# Сотниково (Канский район)
Со́тниково — село в Канском районе Красноярского края. Административный центр Сотниковского сельсовета.

## История
Основан в 1926 году. По данным 1926 года в посёлке Сотников Лог имелось 5 хозяйств и проживало 32 человека (в основном — русские). В административном отношении входил в состав Анцирьского сельсовета Канского района Канского округа Сибирского края.

## Население
| 1926 | 2010  |
| ---- | ----- |
| 32   | ↗1041 |

## Улицы
| - ул. 30 лет Победы, - ул. А.А. Мишуренко, - ул. Дорожная, - ул. Зелёная, | - ул. Комарова, - ул. Комсомольская, - ул. Молодёжная, - пер. Молодёжный, | - ул. Новая, - ул. Олимпиады-80, - ул. Целинная, - пер. Школьный. |

## Известные жители
- Мишуренко, Андроний Афанасьевич (1899—1979) — советский военнослужащий, старшина. Полный кавалер ордена Славы.